# Evangelische Kirche (Obermöllrich)

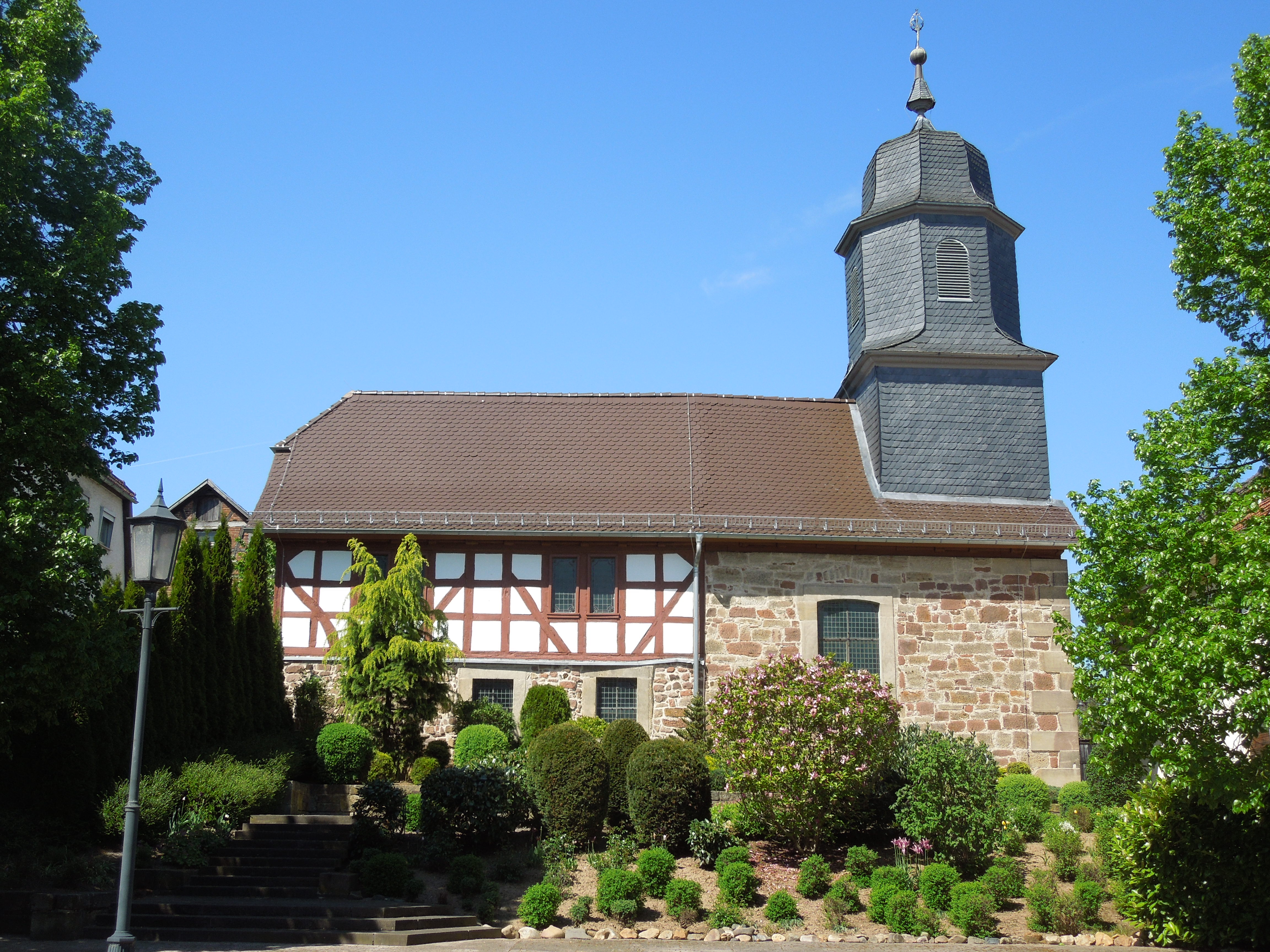
Evangelische Kirche (Obermöllrich)

Die evangelische Kirche Obermöllrich ist ein denkmalgeschütztes Kirchengebäude, das in Obermöllrich steht, einem Stadtteil der Kleinstadt Fritzlar im Schwalm-Eder-Kreis (Hessen). Die Kirchengemeinde gehört zum Kirchenkreis Schwalm-Eder im Sprengel Marburg der Evangelischen Kirche von Kurhessen-Waldeck.

## Beschreibung
Die 1388 ursprünglich für den Deutschen Orden errichtete Kapelle aus Bruchsteinen wurde in der 2. Hälfte des 17. Jahrhunderts mit einem Geschoss aus Holzfachwerk aufgestockt. 1755 wurde das Gebäude in der neuen Höhe nach Osten in Bruchsteinen verlängert und mit einem quadratischen schiefergedeckten Dachturm versehen, der einen achteckigen Aufsatz mit Klangarkaden aufweist. Im Glockenstuhl hängt eine Kirchenglocke aus dem 14. Jahrhundert. Bedeckt ist der Dachturm mit einer glockenförmigen Haube. 1897 wurden nach einem Entwurf von Gustav Schönermark an das Kirchenschiff zwei nördliche neugotische Querarme angebaut. Gleichzeitig wurde die Kirchenausstattung erneuert, nur die barocke Kanzel blieb erhalten. Die Orgel wurde 1819 von Johann Dietrich Kuhlmann gebaut.